# Bernd Thaller
Bernd Thaller (* 1. Oktober 1956) ist ein österreichischer mathematischer Physiker und Universitätsprofessor für Didaktik der Mathematik an der Universität Graz.

## Leben
Bernd Thaller schloss sein Studium der Mathematik und Physik an der Universität Graz 1981 mit der Promotion ab. Von 1981 bis 1982 war er Assistent an der Universität Wien und 1983–1986 arbeitete er als Hochschulassistent am Institut für Mathematik I der Freien Universität Berlin und kehrte dann an das Institut für Mathematik der Universität Graz zurück, wo er 1988 im Fach Angewandte Mathematik habilitierte. 1998 wurde er zum Universitätsprofessor ernannt. Seit 2008 ist er Leiter des Regionalen Fachdidaktikzentrums für Mathematik und Geometrie in der Steiermark und seit 2018 Universitätsprofessor für Didaktik der Mathematik am Institut für Mathematik der Universität Graz.

## Forschung und Lehre
Im Themenbereich Mathematische Physik publizierte er Arbeiten zur Spektral- und Streutheorie von Operatoren im Hilbertraum, mit Anwendungen in der relativistischen Quantenmechanik. 1992 erschien die Monographie The Dirac Equation. Ein weiterer Schwerpunkt sind seine Beiträge zur Visualisierung hochdimensionaler Daten und zeitabhängiger quantenmechanischer Phänomene. Dazu veröffentlichte er die Lehrbücher und Programme Visual Quantum Mechanics (2000) und Advanced Visual Quantum Mechanics (2004) für die er mit dem European Academic Software Award ausgezeichnet wurde (2000 and 2004). Er ist Ko-Autor der fachdidaktischen Bücher 100 Commonly Asked Questions in Math Class (2013) und Numbers: Their Tales, Types, and Treasures (2015).

## Werke (Auswahl)
- The Dirac Equation Monographie. Texts and Monographs in Physics. W. Beiglböck, E. Lieb, W. Thirring (Hrsg.) Springer Verlag Berlin, Heidelberg, New York 1992, ISBN 978-3-540-54883-6
- Visual Quantum Mechanics - Selected Topics with computer generated movies of quantum mechanical phenomena, Book/CD combination, Springer-Verlag New York 2000, ISBN 0-387-98929-3
- Advanced Visual Quantum Mechanics, Book/CD combination, Springer New York 2004, ISBN 0-387-20777-5
- mit Alfred S. Posamentier: Numbers: Their Tales, Types, and Treasures, Prometheus Books New York 2015, ISBN 978-1-63388-030-6